# Lukáš Konečný
Lukáš Konečný (* 19. Juli 1978 in Brünn) ist ein tschechischer Profiboxer und ehemaliger dreifacher WM-Herausforderer der World Boxing Organization (WBO) im Halbmittelgewicht und Mittelgewicht. Zudem war er unter anderem Intersimsweltmeister der WBO im Halbmittelgewicht, sowie Europameister der EBU im Halbmittelgewicht und Europameister der WBO im Mittelgewicht.
Bei den Amateuren gewann er unter anderem zwei WM-Bronzemedaillen und war Teilnehmer der Olympischen Sommerspiele 2000 in Sydney.

## Amateurkarriere
Lukáš Konečný begann in Ústí nad Labem mit dem Boxsport und bestritt seinen ersten Kampf im Alter von 14 Jahren. Er gewann 1995 die Silbermedaille im Leichtgewicht bei der Junioren-Europameisterschaft in Siófok, nachdem er erst im Finale gegen Dorel Simion unterlegen war. Bei der Junioren-Weltmeisterschaft 1996 in Havanna schied er im Viertelfinale gegen Christian Meyer aus.
Sein erster großer Erfolg war der Gewinn einer Bronzemedaille im Halbweltergewicht bei der Weltmeisterschaft 1997 in Budapest. Nach Siegen gegen Jérémy Molitor, Jacek Bielski und Gerry Legras, war er im Halbfinale erneut gegen Dorel Simion unterlegen.
1998 war er jeweils Viertelfinalist der Europameisterschaft in Minsk und der Goodwill Games in New York City.
1999 gewann er erneut eine Bronzemedaille im Halbweltergewicht bei der Weltmeisterschaft in Houston. Durch Siege gegen Michael Strange, Sahib Bağırov und Diógenes Luna war er in das Halbfinale eingezogen und hatte dort gegen Muhammadqodir Abdullayev verloren.
Durch seine Erfolge war er für die Olympischen Sommerspiele 2000 in Sydney qualifiziert, wo er in der Vorrunde mit 9:17 gegen Mohamed Allalou ausschied.
Darüber hinaus nahm er an zahlreichen internationalen Turnieren teil, gewann 1998, 1999 sowie 2001 jeweils den prestigeträchtigen Grand Prix Ústí nad Labem, erkämpfte Bronze beim Ahmet Cömert Tournament 1999 in der Türkei und Silber beim Chemiepokal 2000 in Deutschland.

## Profikarriere
Nach 257 Amateurkämpfen wurde er 2001 vom deutschen Boxstall SES unter Vertrag genommen, sein Trainer wurde Dirk Dzemski.
Er wurde am 13. April 2002 mit einem Sieg gegen Artur Drinaj Internationaler Deutscher Meister (BDB) im Halbmittelgewicht und konnte den Titel noch im selben Jahr zweimal vorzeitig gegen Khoren Gevor verteidigen. Darüber hinaus wurde er am 17. Oktober 2003 mit einem Sieg gegen Aziz Daari Meister der Europäischen Union (EBU) im Halbmittelgewicht. Den BDB-Titel konnte er im Juli 2004 gegen Murad Machmudow verteidigen, verlor jedoch bei der Verteidigung des EU-Titels im September 2004 in Madrid knapp durch Split Decision nach Punkten gegen Rubén Varón.
Am 20. September 2005 gewann er den Titel des Interkontinentalen Meisters (WBO) im Halbmittelgewicht. Er besiegte dabei den Brasilianer Anderson Clayton durch TKO in Runde 3. Durch diesen Erfolg wurde er am 10. März 2006 in Bergamo zum Herausforderer um den Europameistertitel (EBU) im Halbmittelgewicht, verlor den Kampf jedoch gegen den italienischen Titelträger Michele Piccirillo einstimmig nach Punkten.
Am 9. Mai 2006 gewann Konečný einstimmig gegen Ante Bilić und wurde dadurch zweifacher Interkontinentaler Meister (WBO/IBF) im Halbmittelgewicht. Da er den WBO-Titel im Oktober 2006 gegen den Franzosen Mehdi Azri und im Juni 2007 gegen den Ukrainer Roman Juman verteidigen konnte, stieg er zum Pflichtherausforderer des Verbandes zum Kampf um die Weltmeisterschaft im Halbmittelgewicht auf. Dieses Duell verlor Konečný am 26. April 2008 in Dresden knapp durch Majority Decision nach Punkten gegen den ungeschlagenen ukrainischen Titelträger Serhij Dsynsyruk.
Am 28. März 2009 wurde er mit einem Sieg gegen den Franzosen Jimmy Colas erneut EU-Meister (EBU) im Halbmittelgewicht, sowie am 30. Dezember 2009 mit einem Sieg gegen Attila Kiss auch Tschechischer Meister im Mittelgewicht. Am 18. September 2010 schlug er in Birmingham den Briten Matthew Hall durch TKO in der sechsten Runde und gewann dadurch den vakanten Europameistertitel (EBU) im Halbmittelgewicht.
Den EBU-Titel verteidigte er im Dezember 2010 gegen den Armenier Hamlet Petrosjan und im Mai 2011 gegen den Franzosen Hussein Bayram, wodurch er zusätzlich Interkontinentaler Meister (WBO) wurde.
Im Anschluss konnte er am 5. April 2012 in Brünn um die Interimsweltmeisterschaft der WBO im Halbmittelgewicht boxen und siegte dabei gegen den Franzosen Salim Larbi durch KO in der siebenten Runde. Durch diesen Erfolg wurde er erneut Pflichtherausforderer beim Kampf um den WBO-Weltmeistertitel im Halbmittelgewicht. Diesen Kampf verlor er jedoch am 6. Oktober 2012 in Kiew einstimmig nach Punkten gegen den russischen Titelträger Saurbek Baissangurow.
Nach diesem Kampf stieg Konečný in das Mittelgewicht auf und konnte am 23. März 2013 in Magdeburg den Franzosen Karim Achour beim Kampf um die vakante Europameisterschaft der WBO besiegen, sowie den Titel im Juli 2013 gegen den Franzosen Moez Fhima verteidigen. Als Nächstes konnte er am 19. April 2014 in Washington, D.C. um die Weltmeisterschaft der WBO im Mittelgewicht antreten und verlor den Kampf gegen den US-amerikanischen Titelträger Peter Quillin einstimmig nach Punkten.
Nach dem Kampf gab Konečný aus gesundheitlichen Gründen, er nannte dabei Augenprobleme, das Ende seiner Karriere bekannt.
2018 und erneut 2021 bestritt er noch jeweils einen Kampf.

## Sonstiges
Lukáš Konečný wurde 1978 in Brünn geboren und zog mit seiner Familie im Alter von acht Jahren nach Ústí nad Labem, wo er mit dem Boxsport begann. Sein erster Trainer war sein Vater Milan Konečný, der bis in das Jahr 2004 ebenfalls Profiboxer und zuvor als Amateur auch EM- und WM-Teilnehmer war.
Er ist seit dem Jahr 2000 verheiratet und Vater von drei Töchtern (* 2003, * Zwillinge 2005).
Zwischen seinen Profikämpfen war er bisher auch als Boxtrainer aktiv und betreute dabei unter anderem die Profiboxerin Fabiana Bytyqi.